# Decline & Fall
Decline & Fall — мини-альбом британской индастриал-метал группы Godflesh. Релиз был выпущен 2 июня в Европе и 26 июня 2014 года в США. Мини-альбом вышел на собственном лейбле лидера группы Джастина Бродрика — Avalanche Recordings. «Decline & Fall» по сути стал первым крупным релизом группы Godflesh со времени выпуска их последнего альбома Hymns, вышедшем в 2001 году. Однако, это не первая работа группы за столько большой промежуток времени. В 2013 году группа так же выпустила сингл «F.O.D», который являлся кавер-версией песни группы Slaughter. 21 мая 2014 трек «Ringer» был выложен для свободного прослушивания на сайте SoundCloud

## Об альбоме
На альбоме широко применена восьмиструнная гитара фирмы "Blakhart", которая сделала для Джастина Бродрика гитару Blakhart BTK 8JB.
Джастин Бродрик об использовании восьмиструнной гитары:
     
Я играл на восьмиструнной гитаре в течение нескольких лет. Первый релиз, на котором была использована восьмиструнная гитара, был мини-альбом Jesu "Christmas", вышедший в 2010 году. Весь новый материал для Godflesh , как альбом и EP , были записаны с помощью восьмиструнной гитары. В основном за счет того, что на восьмиструнной гитаре можно настроиться ещё ниже, с возможностью играть ещё более сложные, диссонирующие аккорды и рифы.
В альбом вошли четыре композиции. Также на диск, в качестве бонус-треков, вошли ещё два ремикса. Альбом с дополнительными бонус-треками был издан в Японии.

## Список композиций
1. «Ringer» — 6:23
2. «Dogbite» — 3:52
3. «Playing with Fire» — 6:01
4. «Decline & Fall» — 4:17
5. «Ringer» (dub) (только в японском издании) — 7:09
6. «Playing with Fire» (dub) (только в японском  издании) — 6:08

## Участники записи
- Джастин Броудрик (J. K. Broadrick) — вокал, гитара, программирование, продюсирование
- Бен Грин (G.C. Green) — бас-гитара